# Dobrudzja

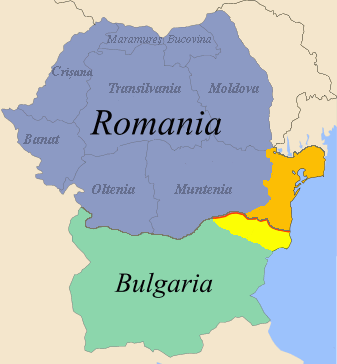
Engelskspråkig karta över Rumänien med Dobrogea orangefärgat och Bulgarien med Dobrudzja gulfärgat.

Dobrudzja (bulgariska: Добруджа; rumänska: Dobrogea; turkiska: Dobruca) är området mellan nedre Donau och Svarta havet, inklusive Donaudeltat och Rumäniens kust. Den norra delen tillhör Rumänien och den södra tillhör Bulgarien.
Den rumänska regionen Dobrogea består av länen Constanța och Tulcea, med en kombinerad yta på 15 500 km² och en befolkning på något över en miljon människor. De viktigaste städerna är Constanța, Tulcea, Medgidia och Mangalia.
Den bulgariska regionen Dobrudzja är delad på de administrativa regionerna Dobritj och Silistra, har en yta på 7 565 km² och en folkmängd på omkring 350 000 personer.